# Marathon van Osaka 2001
De marathon van Osaka 2001 werd gelopen op zondag 28 januari 2001. Het was de 20e editie van de marathon van Osaka. Alleen vrouwelijke elitelopers mochten aan de wedstrijd deelnemen. De Japanse Yoko Shibui kwam als eerste over de streep in 2:23.11.

## Uitslagen
| rang   | naam             | land | tijd    |
| ------ | ---------------- | ---- | ------- |
| Goud   | Yoko Shibui      | JPN  | 2:23.11 |
| Zilver | Franca Fiacconi  | ITA  | 2:26.49 |
| Brons  | Rie Matsuoka     | JPN  | 2:27.50 |
| 4      | Sonja Oberem     | GER  | 2:28.50 |
| 5      | Kayoko Obata     | JPN  | 2:32.14 |
| 6      | Ai Sugihara      | JPN  | 2:34.29 |
| 7      | Akiyo Onishi     | JPN  | 2:35.03 |
| 8      | Elzbieta Jarosz  | POL  | 2:35.24 |
| 9      | Kaoru Yamada     | JPN  | 2:36.17 |
| 10     | Marlene Cruz     | BRA  | 2:37.30 |
| 11     | Yuko Maeda       | JPN  | 2:37.46 |
| 12     | Jung-Hee Oh      | KOR  | 2:38.47 |
| 13     | Akemi Maeda      | JPN  | 2:38.51 |
| 14     | Tomoko Kitamura  | JPN  | 2:41.01 |
| 15     | Eun-Ju Kwon      | KOR  | 2:41.28 |
| 16     | Takako Yamada    | JPN  | 2:43.29 |
| 17     | Makiko Hotta     | JPN  | 2:43.41 |
| 18     | Hiromi Takahashi | JPN  | 2:44.12 |
| 19     | Junko Maeda      | JPN  | 2:44.21 |
| 20     | Chisato Kataoka  | JPN  | 2:45.38 |
| 21     | Miyuki Morishita | JPN  | 2:46.28 |
| 22     | Kayoko Nomura    | JPN  | 2:46.34 |
| 23     | Tomoko Sugano    | JPN  | 2:47.26 |
| 24     | Tomoko Nishi     | JPN  | 2:48.07 |
| 25     | Naomi Kurihara   | JPN  | 2:49.58 |

1982 ·
1983 ·
1984 ·
1985 ·
1986 ·
1987 ·
1988 ·
1989 ·
1990 ·
1991 ·
1992 ·
1993 ·
1994 ·
1995 ·
1996 ·
1997 ·
1998 ·
1999 ·
2000 ·
2001 ·
2002 ·
2003 ·
2004 ·
2005 ·
2006 ·
2007 ·
2008 ·
2009 ·
2010 ·
2011 · 
2012 ·
2013 ·
2014 ·
2015 ·
2016 ·
2017